# Pterodroma occulta
Pterodroma occulta là một loài chim trong họ Procellariidae.
Loài này lần đầu tiên được mô tả khoa học vào năm 2001 dựa trên sáu mẫu vật đưa ra vào năm 1927 tại Merelava, Vanuatu, và một con chim tìm thấy trên bờ vào năm 1983 ở New South Wales, Australia. Nơi sinh sản được xác nhận đầu tiên là ở đảo Vanua Lava, Vanuatu, nhưng dựa trên các báo cáo của người dân địa phương có khả năng chúng cũng sinh sản trên Merelava. IUCN đã không được công nhận loài petrel Vanuatu là một loài, nhưng cho rằng nó như là một phân loài của petrel cổ trắng pterodroma cervicalis.